# Крайние точки Польши
Ниже приведён список крайних точек Польши.

## Крайние точки
- Северная точка  — пляж в микрорайоне Ястжембя-Гура входящем в состав города Владыславово. Согласно измерениям, произведённым в 2003 году, её координаты 54°50′08″ с. ш. 18°18′00″ в. д.HGЯO, однако тремя годами ранее крайняя северная точка Польши находилась на 176,4 м на запад и на 5,3 м на север от той, что сформировалась в результате действия морских волн на пляж[1]. Космический снимок в Google Планета Земля (датируемый 22 августа 2005 года) показывает, что наиболее северной является точка с координатами 54°50′08″ с. ш. 18°17′26″ в. д.HGЯ, в то время как точка, определённая в 2003 году, находится в 600 м западнее в море в 29 м от берега. Таким образом за 5 лет самая северная точка Польши сместилась в направлении на запад на 776 м и отступила на юг на 34 м. Ещё западнее располагается та точка, что ранее считалась самой северной — мыс Розеве в том же городе.
- Южная точка (49°00′ с. ш. 22°40′ в. д.HGЯO) — район горы Ополонек (Восточные Бескиды).
- Западная точка (52°50′ с. ш. 14°07′ в. д.HGЯO) — берег Одры около деревни Осинув-Дольны (Osinów Dolny).
- Восточная точка (50°51′ с. ш. 24°09′ в. д.HGЯO) — берег Западного Буга в деревне Зосин (гмина Хородло).

## Географический центр
- Деревня Пионтек в Лодзинском воеводстве. Соответствующий знак сооружён непосредственно в населённом пункте, хотя центр Польши располагается в точке с координатами 52°06′51″ с. ш. 19°25′25″ в. д.HGЯO, то есть 6 км на северо-запад от Пионтека[2].

## Крайние высоты
- Северная вершина горы Рысы (2499 м), высочайшая точка горы расположена в Словакии.
- Деревня Рачки Эльблонгские (-1,8 м), расположена недалеко от побережья Калининградского залива.